# Нова Деревня (Ульяновська область)
Нова Деревня (рос. Новая Деревня) — село в Бариському районі Ульяновської області Російської Федерації.
Населення становить 81 особу. Входить до складу муніципального утворення Жадовське міське поселення.

## Історія
Від 2004 року входить до складу муніципального утворення Жадовське міське поселення.

## Населення
| 2010 |
| ---- |
| 81   |